# Ansen
Ansen (Nedersaksisch: Aansen) is een klein dorp tussen Dwingeloo en Ruinen in de Nederlandse provincie Drenthe. Het dorp behoort samen met tientallen andere plaatsen, dorpen en gehuchten, onder andere Alteveer, Koekange, Ruinerwold, Veeningen en Zuidwolde, tot de gemeente De Wolden, maar ook voor een deel tot de gemeente Westerveld. 
Op 1 januari 2023 telde Ansen (het deel dat valt onder de gemeente De Wolden) 350 inwoners,  op een oppervlakte van 8,87 km². Het aantal inwoners van het dorpsgedeelte dat valt onder de gemeente Westerveld is per 1 januari 2023 onbekend, omdat het CBS de BAG-woonplaats "Ansen" voor het gedeelte in de gemeente Westerveld, niet als zodanig afgebakende wijk/buurt heeft ingedeeld. Voor het CBS maakt de BAG-woonplaats Ansen onderdeel uit van de buurt "Dwingelderveld", welke een veel groter gebied omvat dan enkel de plaats Ansen. 